# Jiguliovsk
Jiguliovsk - Жигулёвск (rus) - és una ciutat de l'óblast de Samara, a Rússia. És a la riba dreta del Volga i a 47 km al nord-oest de Samara.

## Història
La ciutat ocupa el territori dels antics pobles d'Otvàjnoie (ja datat del 1840) i Morkvaixi (datat del 1647). L'aglomeració d'Otvajni està relacionada amb l'explotació dels jaciments de petroli que hi ha a la zona. El 1949 es fusionà amb els pobles, i el que en resultà fou la fundació de Jiguliovsk. Rebé l'estatus de ciutat el 1952.

## Demografia
| 1959   | 1970   | 1979   | 1989   | 2002   | 2008   | 2010   | 2014   |
| ------ | ------ | ------ | ------ | ------ | ------ | ------ | ------ |
| 46 100 | 52 100 | 46 200 | 44 801 | 48 770 | 57 094 | 62 557 | 55 559 |